# Параметр порядку
Параметр порядку — макроскопічна величина, яка в рамках теорії Ландау описує поведінку фізичної системи при фазових переходах.
Фазові перетворення, які відбуваються в дуже різних за складом і характером фізичних системах, дуже часто мають чимало спільних рис, наприклад, схожий хід температурних залежностей відклику системи на прикладене поле, зростання величини та ролі флуктуацій, виникнення розшарування, доменні структури тощо.
В багатьох випадках опис поведінки фізичних систем, близьких до фазових переходів, можна звести до поведінки єдиної змінної, яку називають
параметром порядку. Для кожного конкретного фазового переходу параметр порядку є конкретною змінною системи, для багатьох фазових переходів його навіть важко визначити точно, проте уже навіть гіпотеза про існування такого параметра часто дає дуже важливі фізичні результати.
Параметр порядку завдячує своєю назвою ту обставину, що здебільшого фазовий перехід відбувається між станами із різним упорядкуванням. Наприклад, у парамагнітному стані спіни електронів орієнтовані хаотично, а у феромагнітному існує певний напрям переважної орієнтації спінів. Таким чином, параметр порядку — це змінна, яка описує упорядкування. Вона дорівнює нулю в розупорядкованому стані, й відмінна від нуля в термодинамічній фазі з тим чи іншим порядком.

## Приклади параметра порядку
- При переходах між феромагнетиком і парамагнетиком — намагніченість.
- При переходах між полярною й неполярною фазою сегнетоелектриків — дипольний момент.
- При переходах між рідкокристалічною фазою й фазою ізотропної рідини — директор.
- У надпровідному стані — хвильова функція куперівських пар.

## Поведінка параметра порядку
- У високотемпературному стані параметр порядку дорівнює нулю.
- При переході до низькотемпературного стану у випадку фазового переходу другого роду параметр порядку поступово збільшується із зниженням температури пропорційно {\displaystyle (T_{c}-T)^{\gamma }}, де γ — критичний індекс. В стандартній теорії Ландау фазових переходів другого роду γ = 1/2.
- У випадку фазового переходу першого роду параметр порядку змінюється стрибком, одразу набираючи певного відмінного від нуля значення.
- У неоднорідних системах параметр порядку задовільняє певному диференційному рівнянню (рівняння Гінзбурга-Ландау).

## Вільна енергія
Якщо в високотермпературній фазі параметр порядку дорівнює нулю й змінюється неперервно при переході до низькотемпературної фази, як це відбувається в фазових переходах другого роду, то в певному околі від температури фазового переходу він малий, а отже, вільну енергію можна розкласти в ряд Тейлора, обмежившись кількома членами
{\displaystyle F=F_{0}+\alpha \xi ^{2}+\beta \xi ^{4}+\ldots },
де ξ — параметр порядку. В даному виразі немає парних членів, враховуючи симетрію відносно заміни ξ на -ξ. При обмеженні членами четверного порядку {\displaystyle \beta >0}
Термодинамічно рівноважний стан системи визначається мінімумами вільної енергії. Якщо {\displaystyle \alpha >0}, то вільна енергія має єдиний мінімум, який відповідає значенню {\displaystyle \xi =0}. Це високотермпературний стан. При {\displaystyle \alpha <0} стан із {\displaystyle \xi =0} відповідає максимуму вільної енергії. Вільна енергія має два мінімуми поряд із максимумом, в яких параметр порядку має відмінні від нуля значення. Термодинамічна система спонтанно переходить у один із цих двох мінімумів. Наприклад, феромагнетик спонтанно намагнічується в одному з напрямків.
Резонно припустити, що {\displaystyle \alpha } залежить від температури таким чином, що міняє знак у точці фазового переходу. В малому околі цієї точки можна припустити {\displaystyle \alpha =\alpha ^{\prime }(T-T_{C})}. При справедливості такого припущення значення параметр порядку в рівноважному низькотемпературному стані пропорційне {\displaystyle {\sqrt {T_{C}-T}}}